# Capella de Santes Creus de Bordell
La capella de Santes Creus de Bordell és una església de Pinell de Solsonès (Solsonès) inclosa a l'Inventari del Patrimoni Arquitectònic de Catalunya.

## Descripció

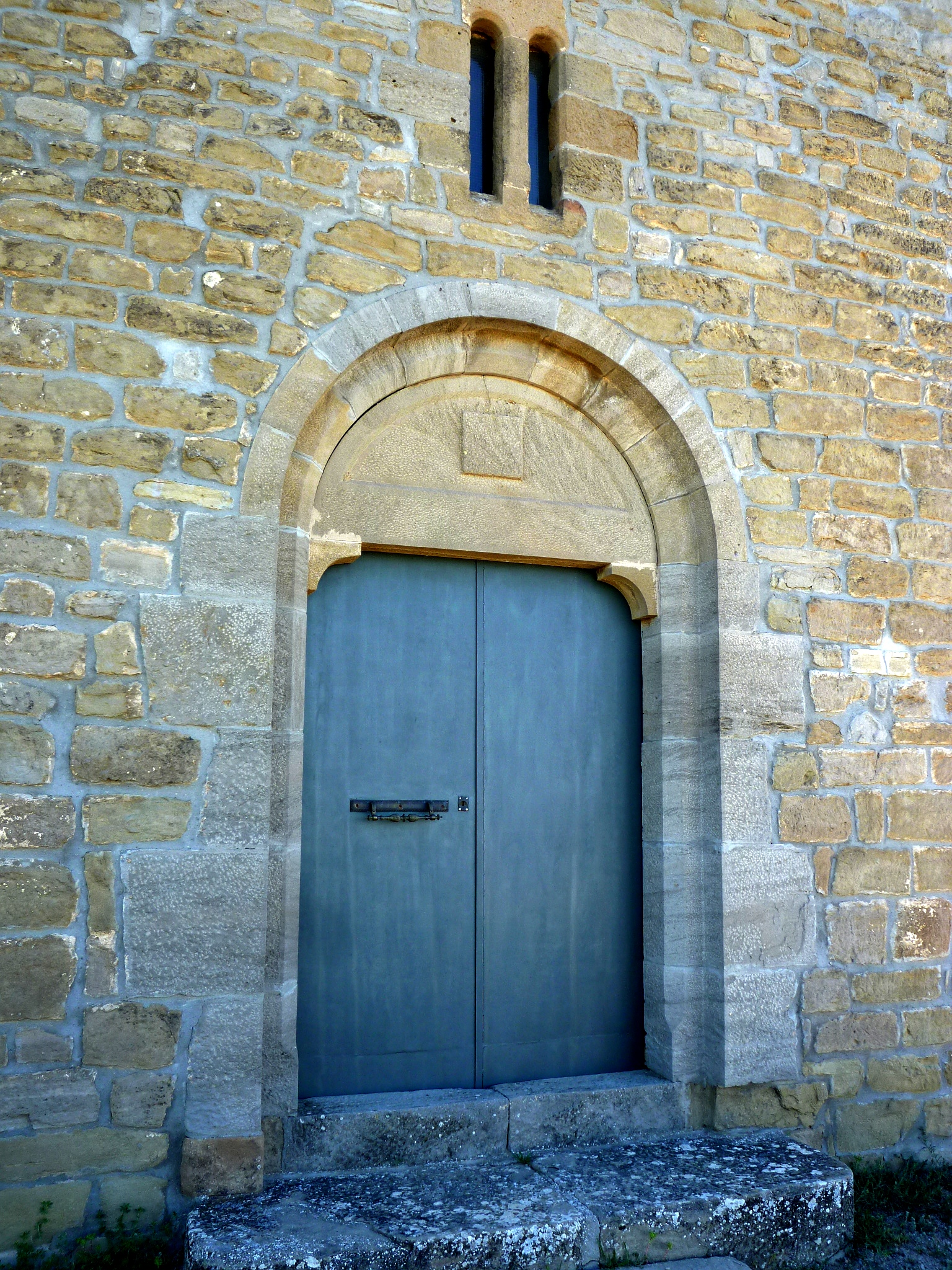
Portada

Antiga vicaria de Madrona. Església romànica d'una nau i absis rodó. La teulada és a doble vessant amb el carener perpendicular a la façana principal. La nau està coberta amb volta de canó amb un arc preabsidal i un arc toral que arrenca de mitjana altura. A la façana es troba la porta, emmarcada per un arc de mig punt, amb llinda i timpà sense escultura; per sobre hi ha una finestra biforada i, coronant la façana, es troba un campanar de cadireta d'un ull. El parament és de pedres escairades a cops de maceta en fileres. Finestra a l'absis de doble esqueixada i arc de mig punt adovellat.
L' any 1898 es va adossar la rectoria a la façana sud, que en el transcurs de la guerra civil va ser enderrocada.